# Nathan Rotenstreich
Nathan Rotenstreich, hebräisch נתן רוטנשטרייך, (geboren 31. März 1914 in Sambor, Galizien, Österreich-Ungarn; gestorben 11. Oktober 1993 in Jerusalem) war ein israelischer Philosoph.

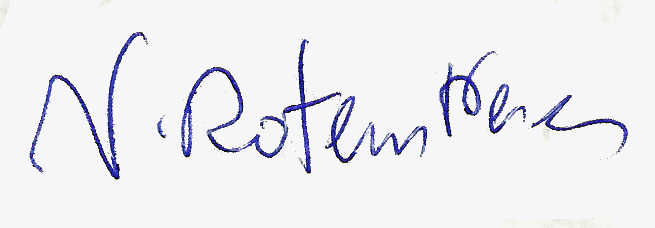
Nathan Rotenstreich. Signatur 1983

## Leben
Nathan Rotenstreich war ein Sohn des Lehrers, Zionisten und polnischen Politikers Ephraim Fischel Rotenstreich (1882–1938). Die Familie zog 1918 in das nunmehr polnische Lwów, wo er das Gymnasium besuchte. Rotenstreich war aktives Mitglied im zionistischen Jugendverband Gordonia, der ihn 1932 zum Studium an die Hebräische Universität Jerusalem nach Palästina entsandte. Sein Vater zog 1935 ebenfalls nach Jerusalem. Er wurde Mitglied der sozialistischen Partei Mapai und Vertrauter von David Ben Gurion, später als Gegner dessen Realpolitik gründete er 1961 mit Pinchas Lawon im Gefolge der Lawon-Affäre die kurzlebige Parteiabspaltung Min-Ha-Yesod. Trotz der Parteimitgliedschaften verstand er sich als unabhängiger Intellektueller.
Rotenstreich studierte Philosophie an der Hebräischen Universität Jerusalem und wurde 1938 mit einer Dissertation zur Marxschen Begriff der „Substanz“ promoviert. Danach studierte er an der Universität Chicago und arbeitete ab 1949 als Assistent wieder an der Hebräischen Universität. Er wurde 1955 zum Professor berufen und war von 1958 bis 1962 Dekan der Philosophischen Fakultät und danach auch Rektor der Universität von 1965 bis 1969. 1959 wurde er in die Israelische Akademie der Wissenschaften aufgenommen und wurde 1986 ihr Vizepräsident. Rotenstreich verfasste 80 Bücher und mehr als 600 Aufsätze in führenden internationalen Publikationsorganen der Philosophen, er schrieb Beiträge für die Encyclopaedia Hebraica, zu deren Herausgebern er gehörte. In der Sektion Geschichtsphilosophie war er Teilnehmer des Internationalen Kongresses für Philosophie 1968 in Wien, im Institut International de Philosophie in Paris war er ein maßgebliches Mitglied und wirkte auch an der Ausrichtung des „Center for the Study of Democratic Institutions“ in Santa Barbara, CA mit.
Rotenstreich war ein führender internationaler Forscher der Philosophie des deutschen Idealismus, insbesondere Immanuel Kants. Er publizierte auch in Englisch. Für die Übersetzung von Kants drei „Kritiken“ ins Hebräische erhielt er 1964 den Tschernichowski-Preis, 1963 wurde er mit dem Israel-Preis ausgezeichnet und 1991 mit dem Bialik-Preis.
Rotenstreich war ein einflussreicher Bildungspolitiker in Israel, der zwischen 1973 und 1979 der Budgetplanungsgruppe des Bildungsrats vorstand. Er verteidigte die Autonomie der Hochschulen, verpflichtete sie aber gleichzeitig auf die Staatsziele Israels. Er verteidigte in der internationalen Öffentlichkeit das Selbstverteidigungsrecht Israels gegen die Bedrohungen durch arabische Staaten.

## Schriften (Auswahl)
- Zionism: Past and Present. Aufsätze. Albany, NY: State University of New York Press, 2007.
- Karlfried Gründer, Nathan Rotenstreich: Aufklärung und Haskala in jüdischer und nichtjüdischer Sicht. Tübingen: Niemeyer, 1990.
- Reason and its manifestations: a study on Kant and Hegel. Stuttgart: Frommann-Holzboog, 1996.
- Time and meaning in history. Reidel, Dordrecht 1987.
- Reflection and action. Nijhoff, Dordrecht 1985.
- Legislation and exposition: critical analysis of differences between the philosophy of Kant and Hegel. Bouvier, Bonn 1984.
- Wege zur Erkennbarkeit der Welt. Alber, Freiburg (Breisgau) 1983.
- Theory and practice: an essay in human intentionalities. Nijhoff, Den Haag 1977.
- From substance to subject: studies in Hegel. Nijhoff, Den Haag 1974.
- Experience and its systematization. Nijhoff, Den Haag 1972, 2. and enlarged ed.
- Basic Problems of Marx’s philosophy. Bobbs-Merrill Co., Indianapolis 1965.
- The recurring Pattern. Weidenfeld and Nicolson, London 1963.
- Min Ha-Yesod, Kovetz. 1962.